# Porträt von Jacqueline Sandberg

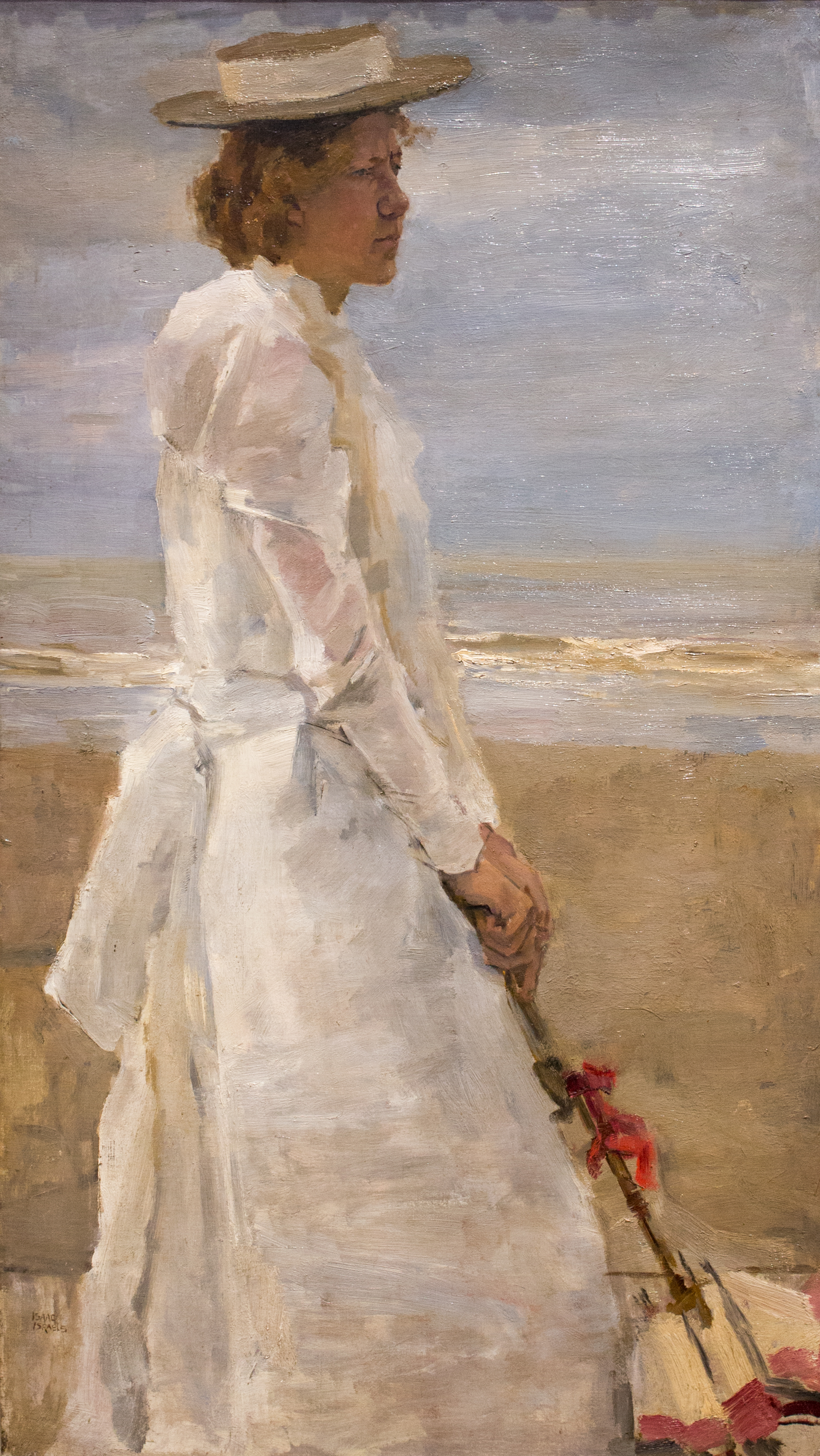
Porträt von Jacqueline Sandberg, 1898

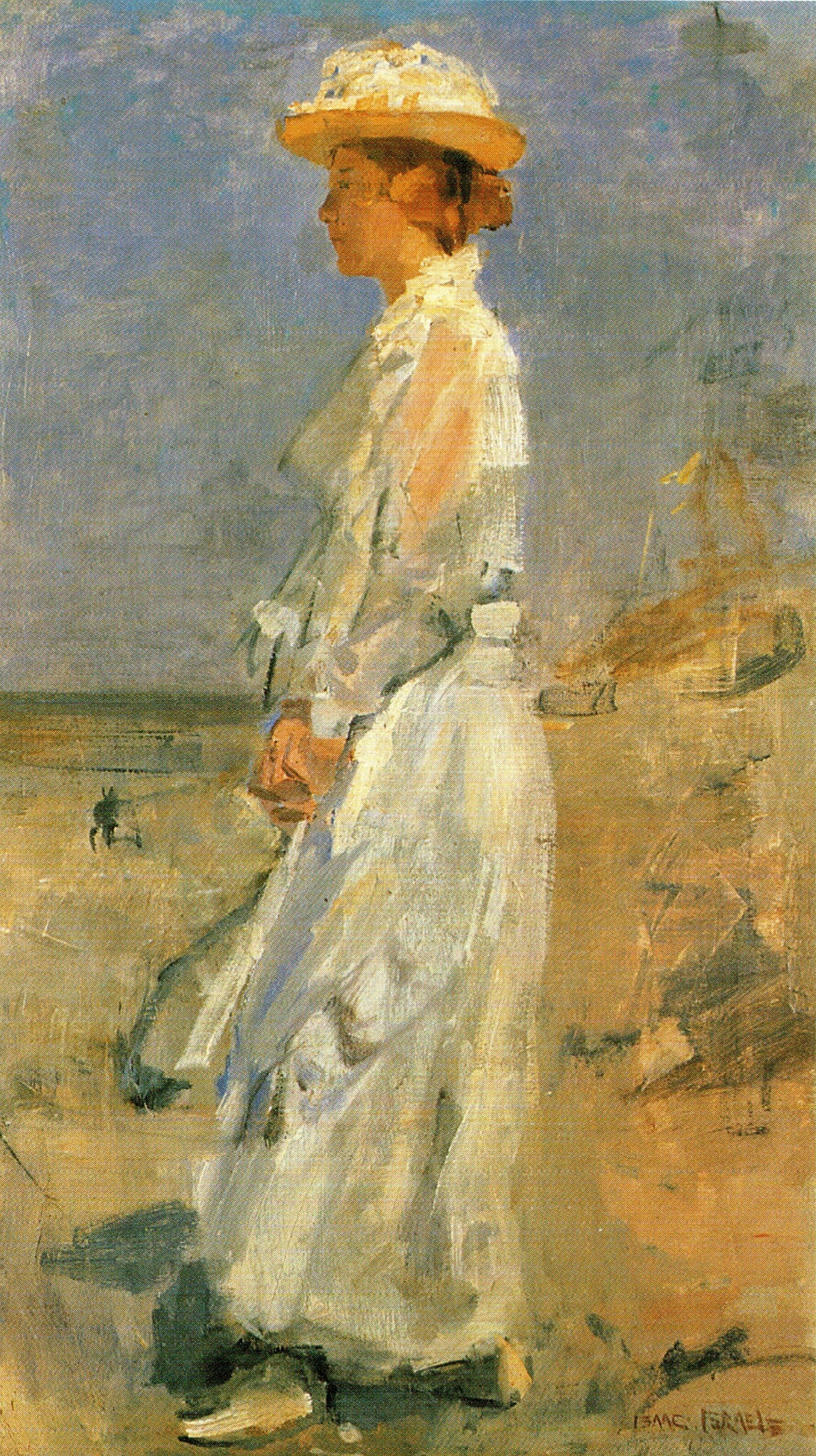
Jacqueline Sandberg in den Dünen, 1898

Das Porträt von Jacqueline Sandberg (Originaltitel: Portret van Jacqueline Sandberg) ist ein Ölgemälde des niederländischen Künstlers Isaac Israëls aus dem Jahr 1898. Es zeigt die später als Jacqueline Royaards-Sandberg bekannt gewordene Bühnenschauspielerin am Strand des sechs Kilometer von Den Haag entfernten Seebads Scheveningen im Alter von 21 Jahren. Durch den Briefwechsel und die Memoiren Sandbergs ist die enge Freundschaft zwischen Maler und Modell belegt. Das 93 × 53 cm große Bildnis ist seit 1994 Teil der Sammlung des Teylers Museums in Haarlem.

## Bildbeschreibung
Der Künstler wählte für seine Darstellung ein hochrechteckiges Bildformat, Leinwand als Bildträger und Ölfarbe als Malstoff. Zu sehen ist eine stehende, weibliche Person in einem weißen, langärmeligen und in der Taille gerafften Kleid. Das Gürtelband ist nach hinten zu einer Schleife gebunden. Die Frau trägt einen hoch auf dem Kopf sitzenden, mit einem weißen Hutband versehenen Tellerhut, der ihr Gesicht leicht verschattet. Vor dem Körper hält sie in beiden Händen einen zusammengefalteten, weißen und mit einer roten Passe versehenen Handsonnenschirm. Eine rote Schleife am Gestänge bildet einen zweiten Farbakzent vor dem dahinter angelegten Beige des Sandstrands. Der Sand reicht bis zur Mitte des Bildes, darüber werden Wellen, der Horizont und ein leicht bewölkter Himmel sichtbar. Die bis zu den Waden dargestellte Person nimmt die gesamte Bildhöhe und etwa die Hälfte der Bildfläche ein. Ihr Kopf ist nach rechts gewendet, das Gesicht im Dreiviertelprofil mit den dunkelblonden, leicht gewellten Haaren hebt sich dunkel vor dem blassen Hintergrund ab. Der Blick ist nach innen gekehrt, die Person offensichtlich in Gedanken versunken. Eine angedeutete Stirnfalte bestätigt diesen Eindruck. Die Signatur ISAAC ISRAELS befindet sich unten links.

## Hintergrund

### Modell und Maler
Jacqueline Sandberg kam 1876 in Niederländisch-Indien zur Welt. Als sie sechs Jahre alt war, kehrte die Familie in die Niederlande zurück und ließ sich im nordholländischen Haarlem nieder. Zunächst besuchte die Tochter aus gutem Hause eine Privatschule, dann ein Internat. Nach ihrer Rückkehr 1893 wurde sie privat in Französisch und Italienisch unterrichtet und lernte Geige zu spielen. Ein wichtiger Freund aus dieser Zeit war Frans Erens (1857–1935). Mit ihm und Karel Joan Lodewijk Alberdingk Thijm, besser bekannt als Lodewijk van Deyssel (1864–1952) stand sie zeitlebens in Briefkontakt.
Erens nahm die junge Frau mit in das Atelier von Isaac Israëls. „Nettes Mädchen, dicke Nase“ soll sein erster Eindruck gewesen sein. Sandberg zufolge entstand zwischen ihnen „eine fast tägliche Zweisamkeit und freundschaftliche Vertrautheit“. Ein Gemälde von „Lientje“ mit ihrer Geige verkaufte „Ietje“ „in der Schweiz“. In Scheveningen schuf der Maler „ein Porträt, wie ich auf einer Düne stehe und der Wind gegen meine Röcke bläst! – und auch eines, auf dem ich mit einem geschlossenen Sonnenschirm stehe“.

### Israëls’ Strand-Porträts
Isaac Israëls verbrachte zwischen 1895 und 1902 fast jeden Sommer am Meer, bevorzugt in Scheveningen, dem Seebad vor den Toren von Den Haag. Mit seinem Vater Jozef Israëls wohnte er dort in einer sogenannten Villa des mondänen Hotel d’Orange am Boulevard. Die zwölf mehrstöckigen Bauten standen neben dem Hotel und konnten von Badegästen separat gemietet werden. Der Vater nutzte die Villa Nummer 10 viele Jahre lang auf Kosten eines Bewunderers als Sommerfrische. Auch der mit ihm befreundete Max Liebermann mietete sich gerne in Scheveningen ein und oft konnte man die drei Maler zusammen bei der Arbeit sehen.
Viele Badegäste, die anhand der im Courrier de Schéveningue veröffentlichten Gästelisten von ihrer Anwesenheit wussten, posierten gerne für den „Virtuosen“ Isaac – auf dem Boulevard oder der Caféterrasse, dem Pier und manchmal in den Dünen, mit dem Meer als Hintergrund. Die Namen der Porträtierten sind meistens, aber keineswegs immer bekannt. Dass dies einen nachvollziehbaren Grund hatte, lässt sich aus einem Brief Sandbergs schließen: „Die Skizze ist fertig und sieht hervorragend aus, das war nicht die Absicht, jetzt [ist es] vielleicht zu sehr ein Porträt und nicht verkäuflich.“ Antoon Erftemeijer sieht dies als „Hinweis darauf, dass Israels auch Menschen für Figurenstücke posieren ließ, die zwar wie Porträts aussehen, aber als Darstellungen einer anonymen ‚figuur aan zee‘ [Figur am Meer] zum Verkauf gedacht waren“.

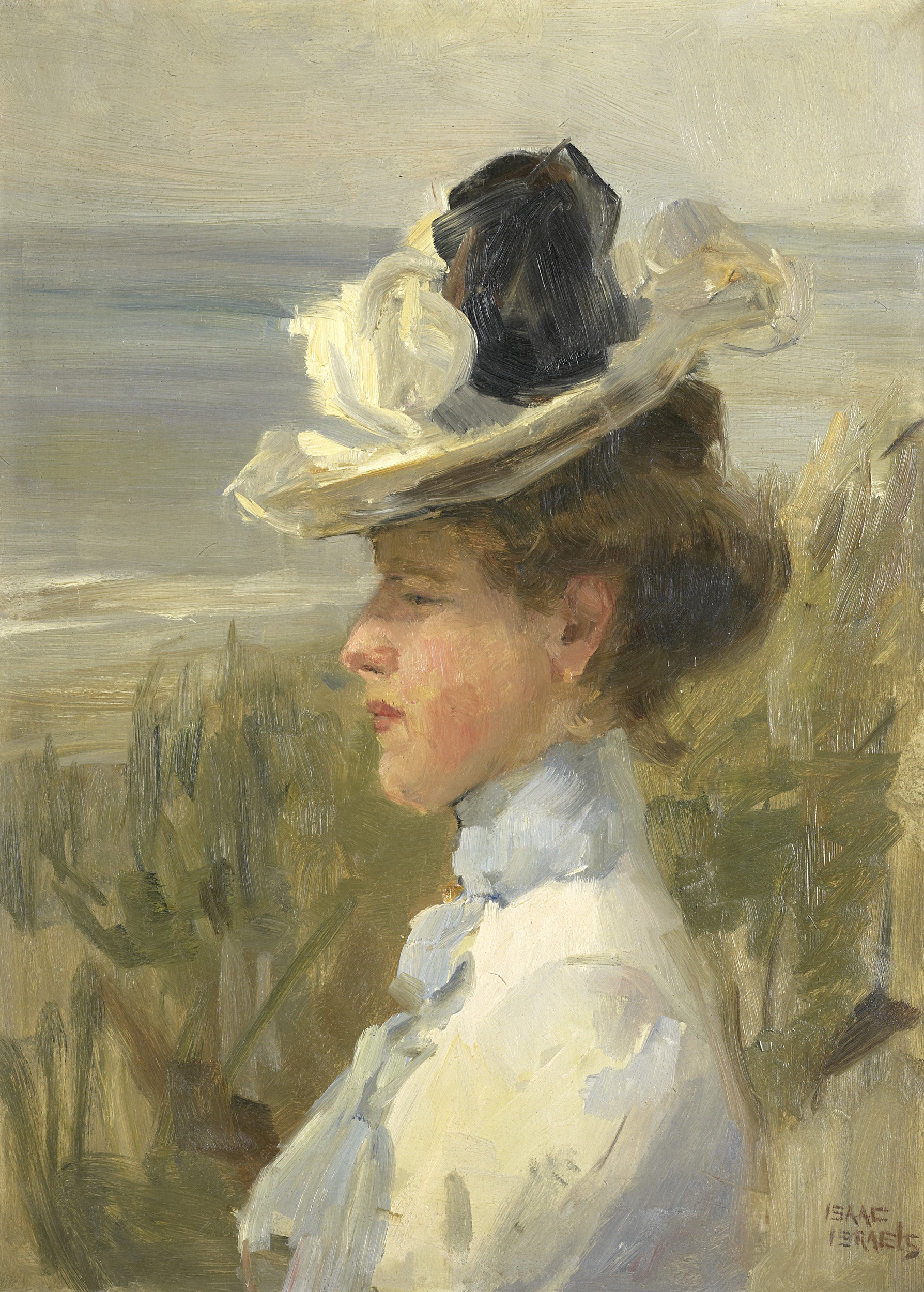
Aufs Meer blickende junge Frau, 1895
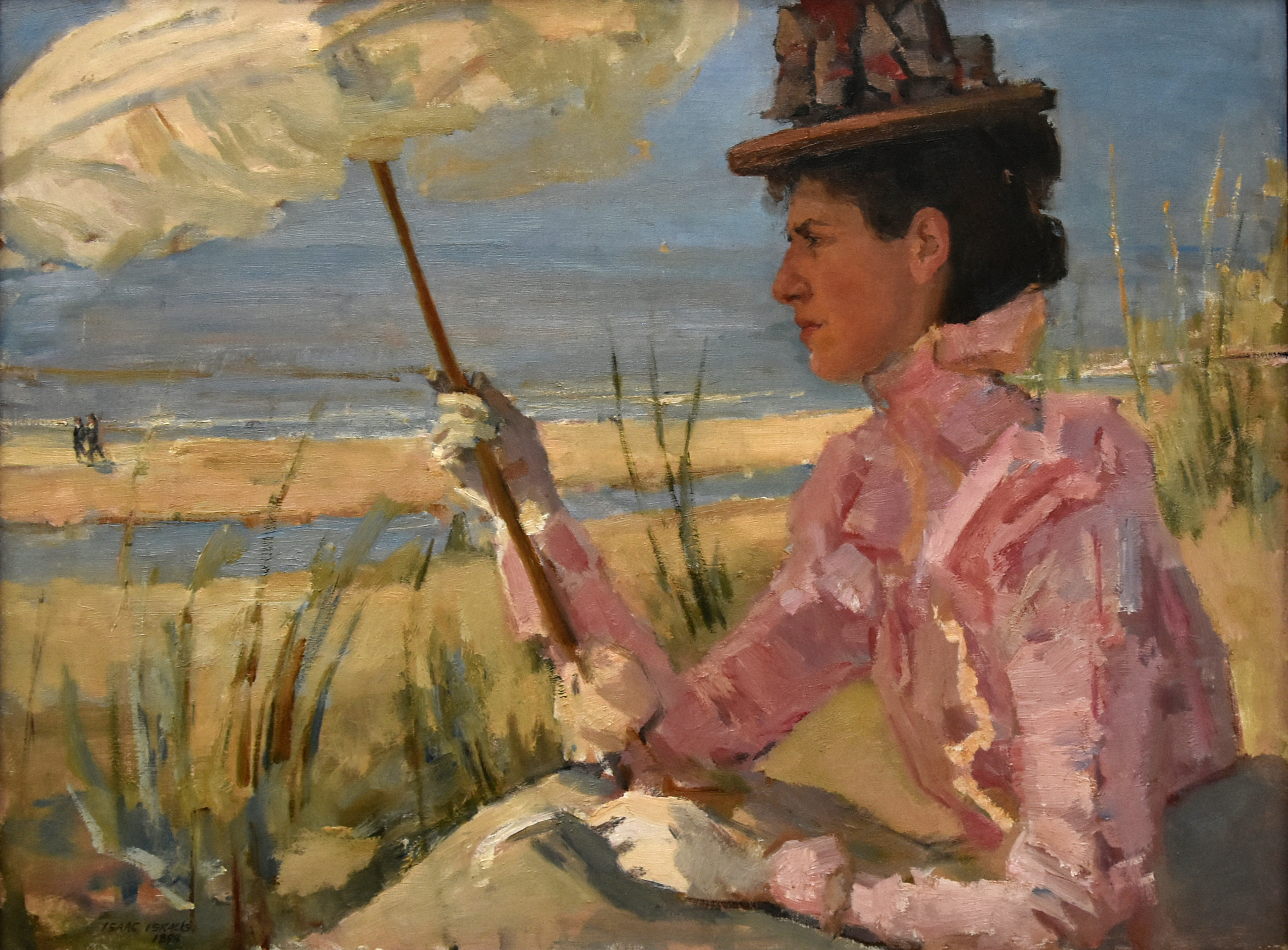
Porträt von Dorothea Calisch-Hijmans, 1898
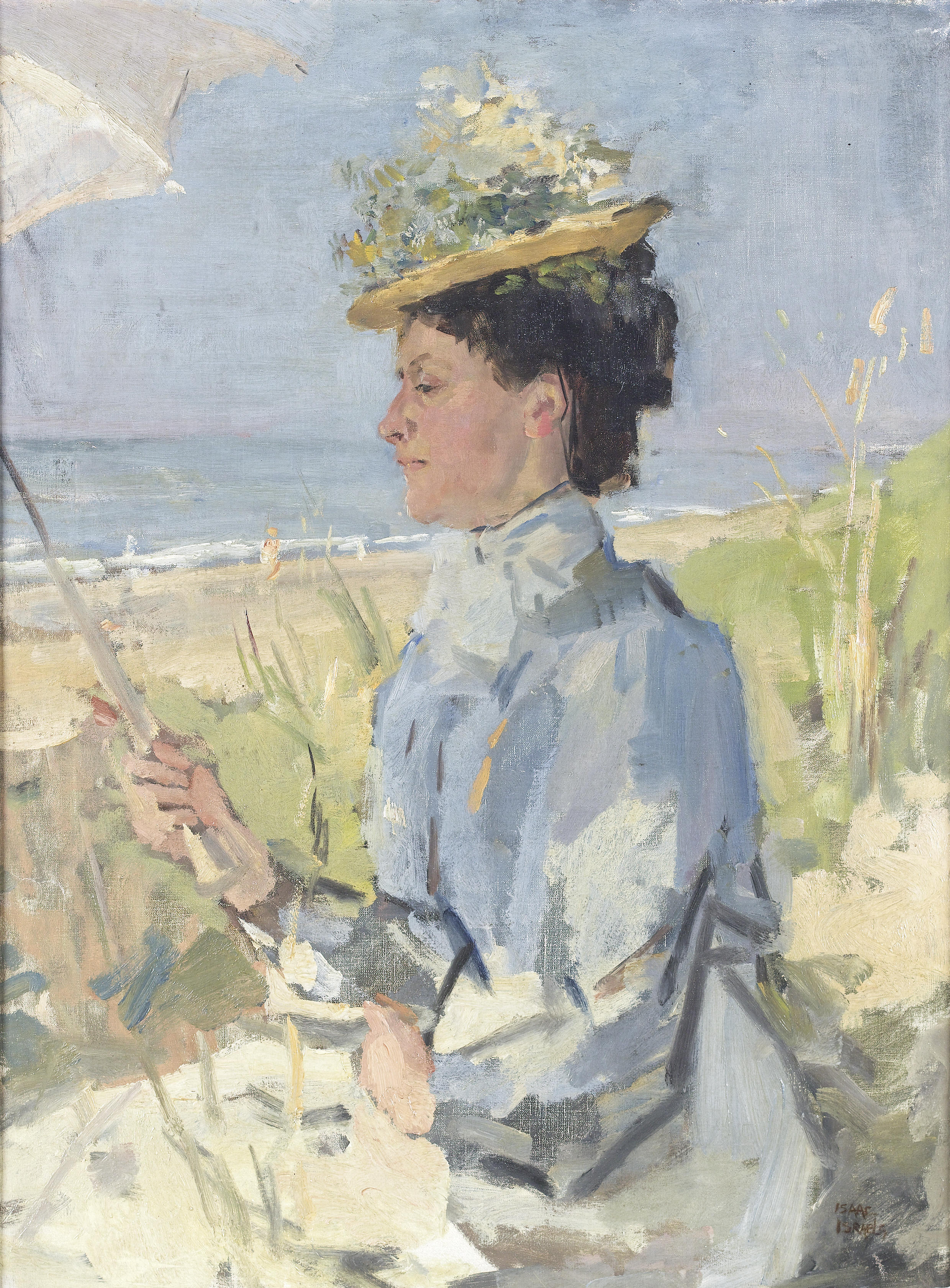
Porträt von Martha Salomon, um 1910
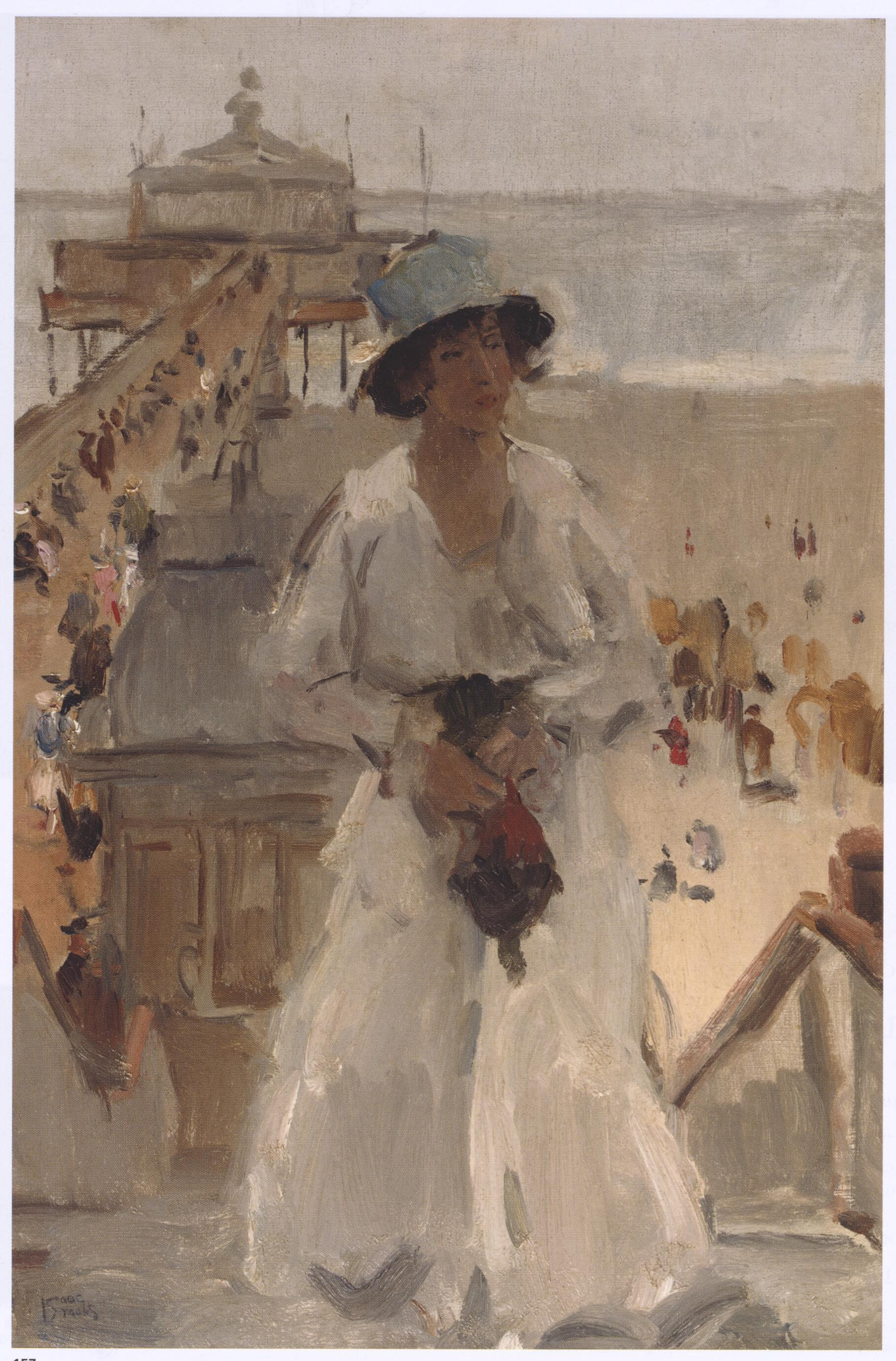
Auf dem Boulevard von Scheveningen, um 1920
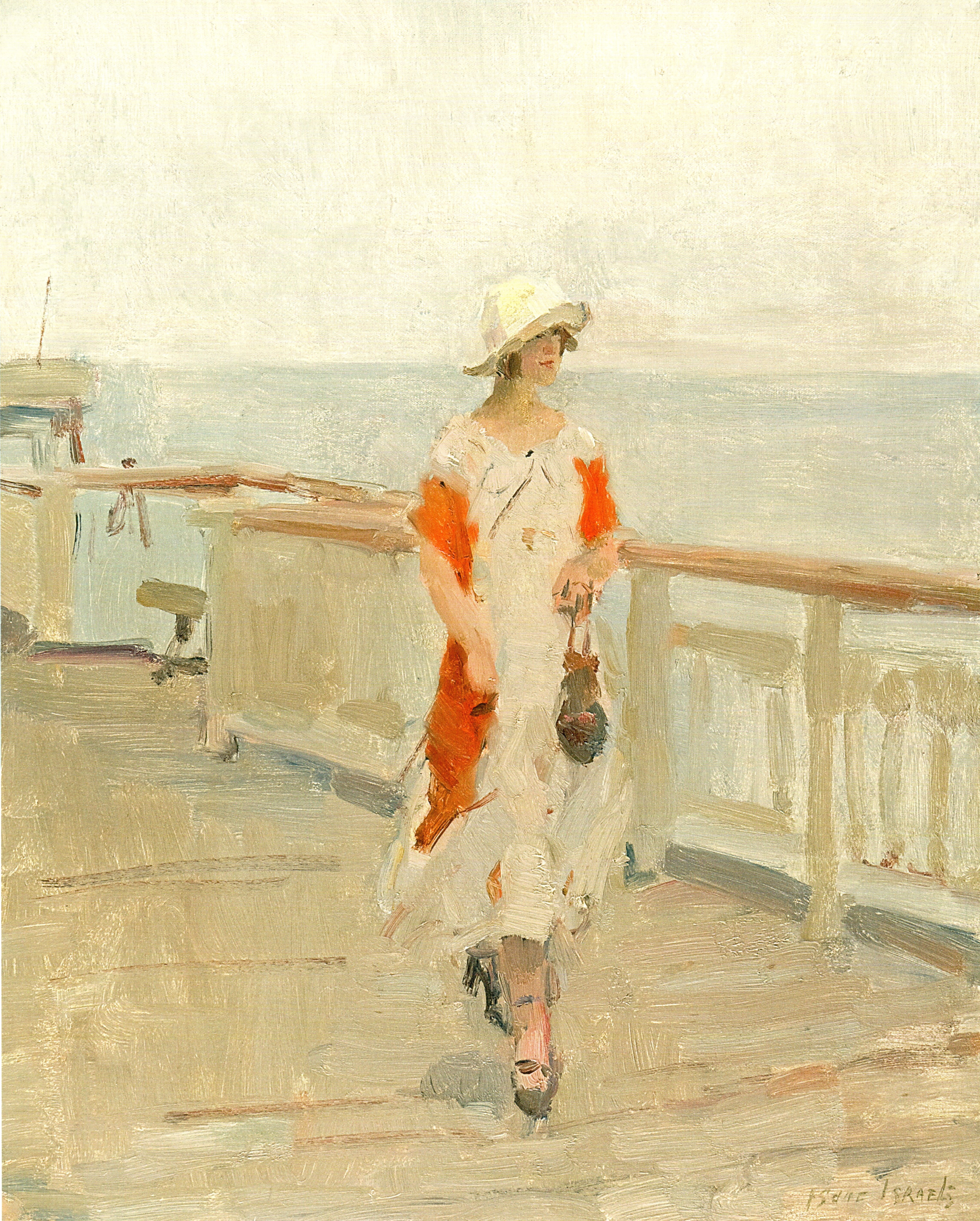
Flaneurin auf dem Pier von Scheveningen, um 1910

### Israëls’ Sandberg-Porträts
In ihren Aufzeichnungen schildert Sandberg offensichtlich den Moment vor der Erstellung des Porträts:

„Op een ochtend, dat we heel vroeg aan het strand waren, waar het nog heel stil was, stond Ietje me te schilderen. Ik wist niet meer of ik er lang of kort stond. Ik was zo opgenomen in zee en zon en 't zangerige geluid van water en schelpen, dat ik niets meer wist tót ik opeens de reële stem van Isaac hoorde. Hij zei: 'Je voelt dat allemaal heel goed'. 't Was alsof ik wakker werd. Ik deed mijn best om het weer even goed te doen, maar het was weg. Maar 't was héérlijk en ’t blééf heerlijk, alleen op een andere manier.“

(Eines Morgens, als wir sehr früh am Strand waren, wo es noch sehr ruhig war, stand Ietje da und malte mich. Ich weiß nicht mehr, ob ich lange oder kurz dort stand. Ich war so vertieft in das Meer und die Sonne und das Rauschen des Wassers und der Muscheln, dass ich mich an nichts mehr erinnern konnte, bis ich plötzlich Isaacs echte Stimme hörte. Er sagte: „Du fühlst das alles sehr gut.“ Es war, als wäre ich aufgewacht. Ich versuchte mein Bestes, es wieder hinzubekommen, aber es war weg. Aber es war herrlich und es blieb herrlich, nur auf eine andere Art und Weise.)
Zur Vorgehensweise des Malers klärt die Porträtierte ebenfalls auf:

„Lieve Karel, ik word verbazend bruin. Ik zit zoowat de heele dag in de zon. Om half tien ga ik met den tram naar Scheveningen, neem een bad en ben dan om half elf bij Isaac. We werken hard. Een roode jongen draagt de spullen. Isaac voorop met 't schilderij zwoegend door een zand-woestijn, ik er achter ook zwoegende en dan de roode jongen. Ik vond laatst dat we op een Italiaansche draaiorgels famille leeken.“

(Lieber Karel, ich werde erstaunlich braun. Ich verbringe fast den ganzen Tag in der Sonne. Um halb zehn fahre ich mit der Straßenbahn nach Scheveningen, nehme ein Bad und bin dann um halb elf bei Isaac. Wir arbeiten hart. Ein roter Junge trägt die Sachen. Isaac geht mit dem Gemälde voran und schuftet sich durch eine Sandwüste, ich folge, ebenfalls schuftend, und dann der rote Junge. Neulich dachte ich, wir sähen aus wie eine italienische Leierkastenfamilie.)
Beide Porträts von Jacqueline Sandberg entstanden im September 1898. Die Begeisterung des Modells konnte der Maler allerdings nicht uneingeschränkt teilen. So urteilte er in einem Brief an seinen Freund Erens eher zwiegespalten über sie, vor allem, wenn sie für ihn posierte: „Sie ‚begreift‘ es nicht und macht es nur aus Eitelkeit.“ Ihr selbst gegenüber äußerte er sich lobend über die durchgehend weiße Kleidung, die sie beim Posieren am Strand getragen hatte. Das Interesse an der Bekleidung ist in sehr vielen Gemälden Israëls’ unübersehbar. In den Strandbildern fallen bei den Damen die langen, meist weißen, aber auch pastellfarbenen Sommerkleider und die großen Sonnenschutzhüte auf. Auch kleine, tragbare Sonnenschirme waren im späten 19. und frühen 20. Jahrhundert in Mode. Einer Initiative der Gesellschaftsmalerin Thérèse Schwartze im Jahr 1900 verdankte der Maler den Kontakt zum Modehaus Hirsch & Cie – und damit den Eintritt in die Welt der Haute Couture.

## Kunsthistorische Einordnung
Isaac Israëls war beileibe nicht der erste Künstler, der sonnige Strandszenen malte. Sein Vater Jozef beispielsweise schuf bereits 1863 heitere, unbeschwerte Gemälde von Kindern, die am Strand mit kleinen Booten spielen. Das Thema der einfachen „Kinder des Meeres“ kam bei Sammlern sehr gut an. So unterschiedlich das Milieu auch sein mag – hier das Leben der Fischer, dort der Strandurlaub der Bourgeoisie – eine  deutliche Ähnlichkeit zwischen Jozef und Isaac besteht darin, dass beide die Menschen und nicht die landschaftliche Schönheit in den Vordergrund stellen. Doch weder der Vater noch Max Liebermann oder Floris Arntzenius schufen in Scheveningen Porträts einzelner Personen mit dem Meer als Hintergrund. Vergleichbar ist noch ein Werk von Ferdinand Hart Nibbrig, das zwei Strandbesucher in den Dünen von Zandvoort zeigt.

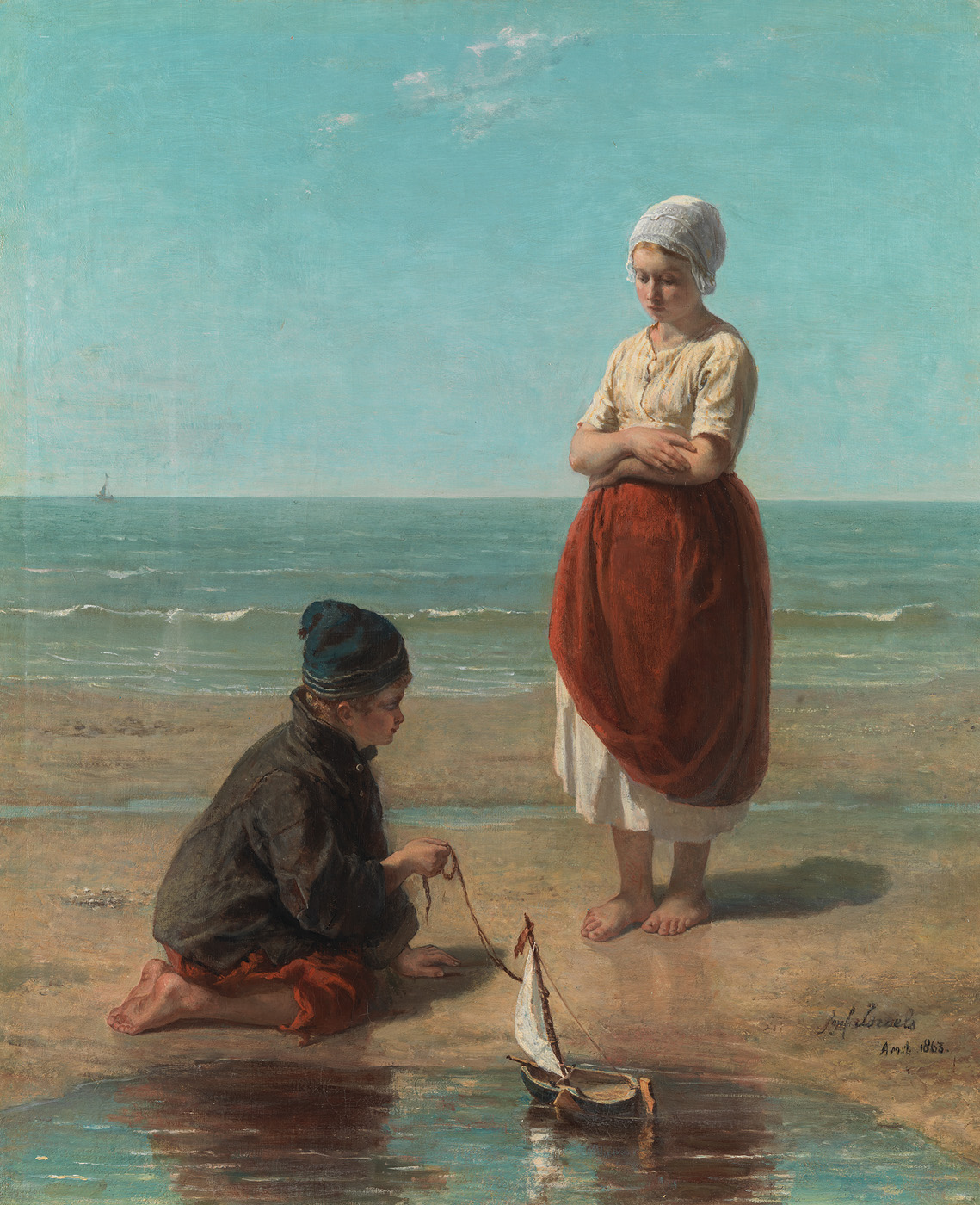
Jozef Israëls: Kinder des Meeres, 1863
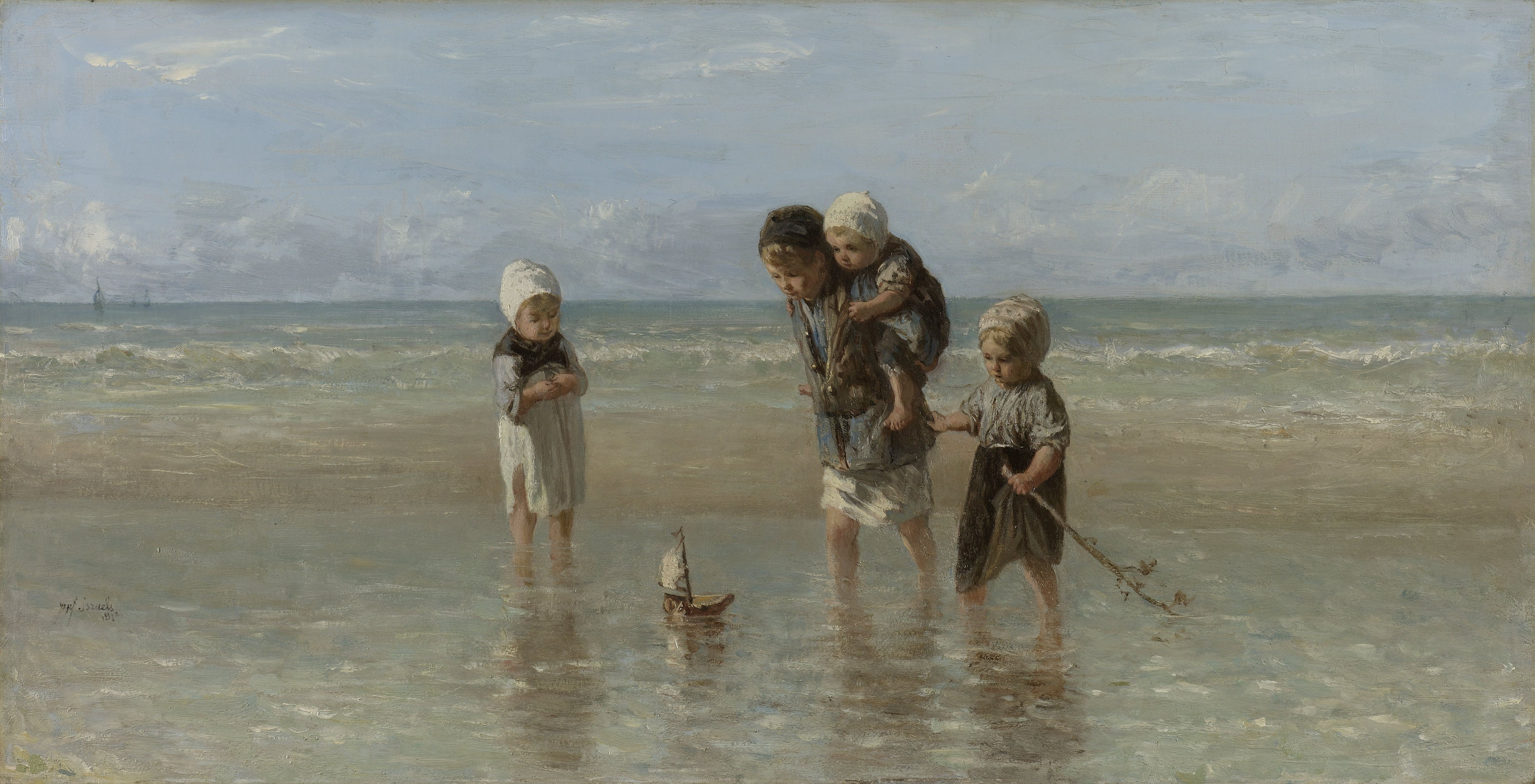
Jozef Israëls: Kinder des Meeres, 1872
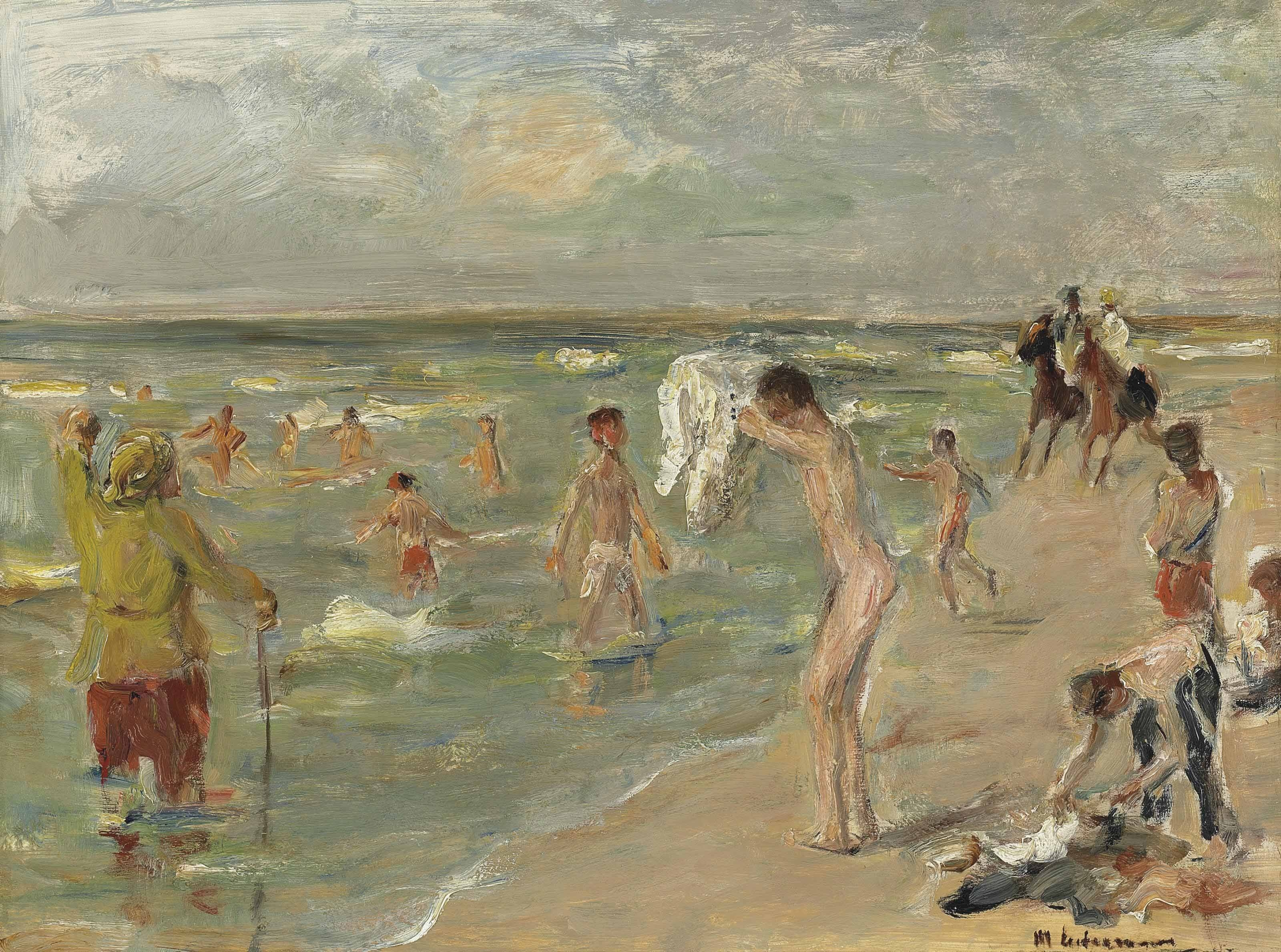
Max Liebermann: Badende Knaben / Jungen in Zandvoort, um 1896
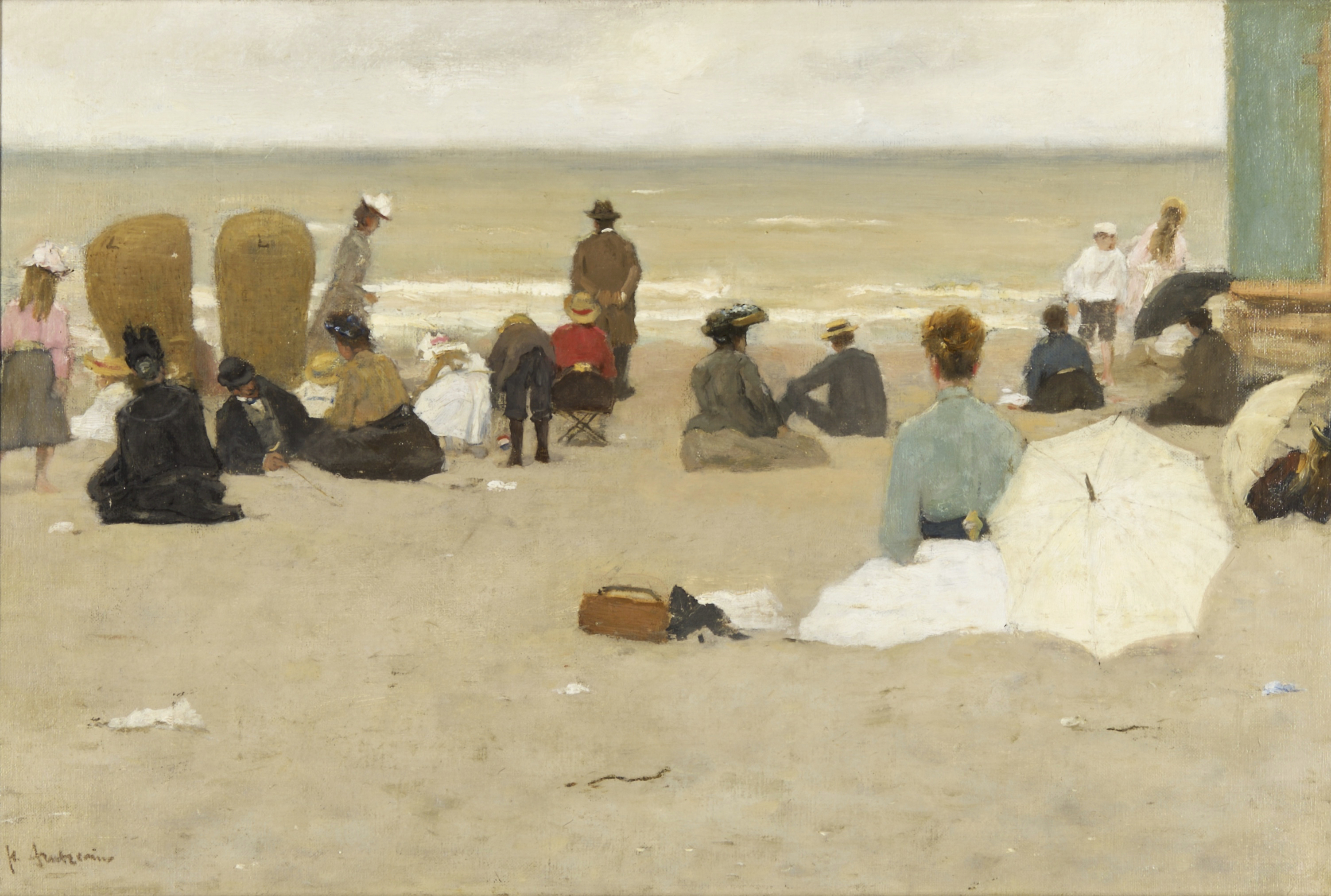
Floris Arntzenius: Der Strand von Scheveningen, 1900
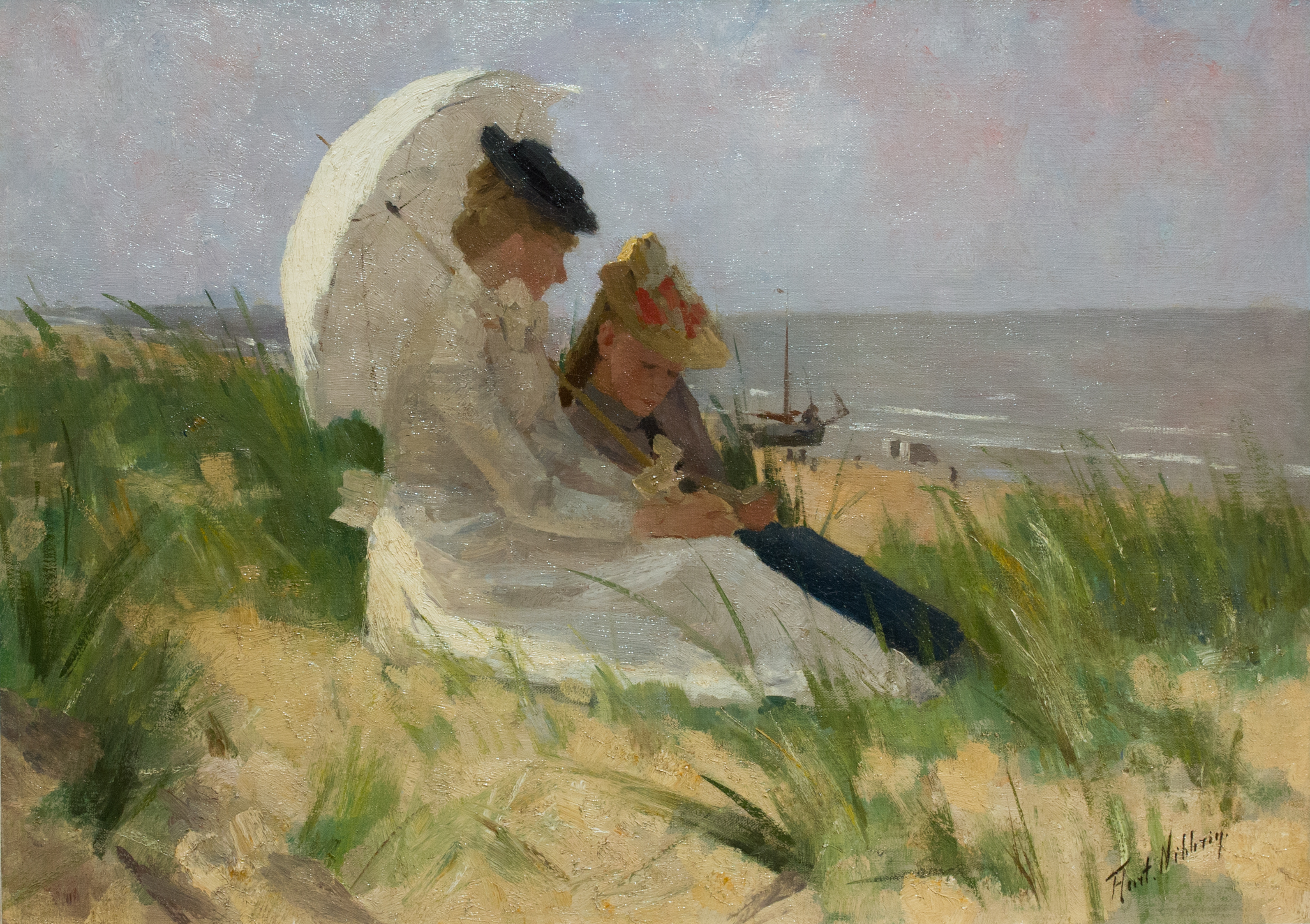
Ferdinand Hart Nibbrig: In den Dünen von Zandvoort, 1891–92

## Provenienz und Ausstellungen
Das Kunstwerk befindet sich seit 1994 im Teylers Museum, Haarlem und wird dort unter der Inventarnummer TdM S 014 geführt. Es gehört zum Vermächtnis von Ellen Teixeira de Mattos-Hansen, der Witwe des Malers Joseph Teixeira de Mattos (1892–1971). Beim RKD – Nederlands Instituut voor Kunstgeschiedenis ist das Werk nicht aufgeführt.
Ausstellungen (Auswahl)
- Den Haag 2020 (Kunstmuseum)
- Potsdam 2023 (Museum Barberini)